# Teairra Marí
Teairra Maria Thomas (n. 2 decembrie 1987), cunoscută sub numele de Teairra Marí, este o cantautoare, actriță, model și dansatoare americană.
La o vârsta fragedă, a fost încurajată de bunica sa care a cântat cu Aretha Franklin să înceapă o carieră muzicală. Și-a început cariera la vărsta de 12 ani, înregistrând în subsolul vărului ei. A atras imediat atenția lui Big Mike, Ed K și Helluvah a Detroit's K.I.S.S. Productions. Sub comanda lui Big Mike, Marí a petrecut fiecare timp liber în studio.

## Discografie
Albume studio
- 2005: Roc-A-Fella Presents: Teairra Marí
- TBA: At That Point

Interpretări extinse
- 2010: Sincerely Yours

## Filmografie
| Film | Film                    | Film         | Film                     |
| An   | Film                    | Rol          | Note                     |
| ---- | ----------------------- | ------------ | ------------------------ |
| 2009 | The Magnificent Cooly-T | Sonya        | Debut                    |
| 2010 | Lottery Ticket          | Nikki Swasey | Distribuție susținătoare |